# Lauberhorn
Das Lauberhorn ist ein 2472 m ü. M. hoher Berg in den Berner Voralpen oberhalb der Kleinen Scheidegg. Berühmtheit hat der nicht besonders prominente Gipfel erlangt durch die alljährliche Lauberhornabfahrt, die etwas unterhalb des Gipfels gestartet wird. Der Name geht vermutlich auf eine alte Form für das Wort Lawine zurück.

## Geographie
Das Lauberhorn liegt zwischen dem Tal von Grindelwald im Osten und dem Lauterbrunnental im Westen bei Wengen. Es ist Teil eines Bergrückens, der beim westlichen Ausläufer des Eigers beginnt und sich von dort über die Kleine Scheidegg nach Nordwesten zum Lauberhorn und weiter nach Norden über den Tschuggen (2521 m ü. M.) bis zum Männlichen (2343 m ü. M.) hinzieht, wo sie steil ins Tal der Schwarzen Lütschine abfällt. Ein südwestlicher Ausläufer des Lauberhorns, die Lauberhornschulter (2317 m ü. M.), zieht sich in Richtung Wengernalp. Ein kleiner künstlicher See unterhalb der Lauberhornschulter dient der Beschneiung.
Wie bei anderen Bergen der Axen-Decke, die aus 180 Millionen Jahre alten „mergeligen Schiefern des Mitteljuras“ besteht, fällt das Lauberhorn im Westen (nach Wengen) und Norden steil in Felswänden ab, während die Südostflanke weniger steil ist.

## Touristische Erschliessung
Das Lauberhorn ist für Touristen gut erreichbar, seit im Jahr 1893 die Wengernalpbahn die Kleine Scheidegg erreichte. Damals gab es auch Pläne, eine Drahtseilbahn von dort aufs Lauberhorn zu bauen; diese wurde aber nie realisiert. Wanderer können den Berg in rund einer Stunde von der Kleinen Scheidegg aus erklimmen.
Im Winter wird das Lauberhorn zum Ski-Berg: Von der Kleinen Scheidegg (2061 m ü. M.) führt ein Sessellift aufs Lauberhorn. Die Bergstation befindet sich auf 2394 m ü. M. wenig unterhalb des Gipfels. Im Jahr 1938 wurde ein Skilift von der Kleinen Scheidegg auf den Berg erstellt. Die Anlage wurde 1971 durch einen neuen Skilift ersetzt, dem im Sommer Zweiersessel angehängt wurden. Der aktuelle 4er-Sessellift wurde 1991 errichtet. Ein weiterer Sessellift führt von der Wixi (1844 m ü. M.) auf die Lauberhornschulter. Der 1614 Meter lange Lift, der die Wengernalpbahn überquert, wurde 1964 gebaut und 1992 und 2012 erneuert. Er überwindet eine vertikale Höhe von 495 Meter und kann maximal 2.400 Personen pro Stunde befördern.
Mehrere Pisten führen vom Lauberhorn zur Kleinen Scheidegg, zur Wixi und zur Wengernalp. Die bekannteste ist die Lauberhornabfahrt, auf der seit 1930 das Lauberhornrennen ausgetragen wird. Das viereinhalb Kilometer lange Rennen nach Wengen gilt als längstes im alpinen Skiweltcup.